# Senda III
Senda III es una localidad boliviana perteneciente al municipio de Chimoré, ubicado en la provincia de Carrasco del departamento de Cochabamba. En cuanto a distancia, Senda III se encuentra a 191 km de la ciudad de Cochabamba, la capital departamental, a 8 km de Puerto Aurora y a 3 km de Chimoré. La localidad forma parte de la Ruta 4 de Bolivia. 
Según el último censo de 2012 realizado por el Instituto Nacional de Estadística de Bolivia (INE), la localidad cuenta con una población de 1.556 habitantes y está situada a 201 metros sobre el nivel del mar.

## Demografía
| Año  | Población | Fuente                  |
| ---- | --------- | ----------------------- |
| 1992 | 958       | Censo boliviano de 1992 |
| 2001 | 1759      | Censo boliviano de 2001 |
| 2012 | 2890      | Censo boliviano de 2012 |